# A zombik visszatérnek
A zombik visszatérnek (eredeti cím: Zombies: The Re-Animated Series) 2023-tól vetített amerikai 2D-s számítógépes animációs fantasysorozat, amelyet Aliki Theofilopoulos és Jack Ferriolo alkotott.
Amerikai Egyesült Államokban a rövidfilmeket 2023. július 21-én, míg Magyarországon 2023. október 28-án a Disney Channel mutatta be.
A rendes sorozatot Amerikában 2024. június 28-án, míg Magyarországon 4 hónappal később október 28-án a Disney Channel mutatta be.

## Ismertető
A Seabrook Gimnáziumban minden nap egy meglepetés – legyen az pompomlány, zombi, vérfarkas vagy akár vámpír! Zed, Addison, Eliza, Willa és az egész Seabrook csapat talán már rájött néhány dologra, de arra még nem igazán, hogyan éljék túl a középiskolát. Seabrook az első számú célponttá válik mindenféle mitikus szörnyetegek számára, akik újrakezdésre vágynak. És ez néhány elég vad kalandot jelent – a büfétől a focipályáig -, mert néha a legijesztőbb dolog, amivel szembe kell nézned, a középiskola.

## Szereplők

### Főszereplők
| Szereplők        | Eredeti hang    | Magyar hang        | Leírás                                                                                              |
| ---------------- | --------------- | ------------------ | --------------------------------------------------------------------------------------------------- |
| Addison Wells    | Meg Donnelly    | Csifó Dorina       | A vezető pompomlány, aki egy ember / idegen hibrid.                                                 |
| Zed Necrodopolis | Milo Manheim    | Czető Roland       | Zombi és sztárfocista, Addison barátja.                                                             |
| Wynter Barkowitz | Ariel Martin    | Staub Viktória     | Túlbuzgó vérfarkas.                                                                                 |
| Willa Lykensen   | Chandler Kinney | Bogdányi Titanilla | Vérfarkas, a csoport vezetője.                                                                      |
| Wyatt Lykensen   | Pearce Joza     | Szatory Dávid      | Vérfarkas, aki Willa bátyja és Eliza szerelme.                                                      |
| Bree             | Carla Jeffery   | Lamboni Anna       | Pompomlány, Addison legjobb barátja.                                                                |
| Bucky Buchanan   | Trevor Tordjman | Márkus Sándor      | Addison önimádó unokatestvére és egykori vezető pompomfiú.                                          |
| Bonzo            | James Godfrey   | Baráth István      | Zombi, Zed barátja és Bree szerelme. Csak zombi nyelven tud beszélni, amit a többi szereplő megért. |
| Eliza Zambi      | Kylee Russell   | Pekár Adrienn      | Zseni zombi és Zed barátja, aki Wyatt-tel jár.                                                      |
| A-Spen           | Terry Hu        | Csuha Bori         | Idegen, aki lehetővé tette az időeltolódást, hogy mindenki újra elvégezhesse a végzős évét.         |

### Mellékszereplők
| Szereplők          | Eredeti hang     | Magyar hang                                                 | Leírás                                              |
| ------------------ | ---------------- | ----------------------------------------------------------- | --------------------------------------------------- |
| Lee igazgató       | Naomi Snieckus   | Solecki Janka                                               | A Seabrook High School igazgatója.                  |
| Edző               | Jonathan Langdon | Minárovits Péter (1–10. rész) Markovics Tamás (11-20. rész) | Tornatanár és a Seabrook High School futballedzője. |
| Razzy              | Eden Riegel      | Bittner Anett                                               | Démoni macska, amelyet az edző fogadott örökbe.     |
| Dae                | Kahyun Kim       | Laudon Andrea                                               | Boszorkány, aki új diák a Seabrook High Schoolban.  |
| Ashley             | Margaret Cho     | Farkas Fanni                                                | Dae nagynénje.                                      |
| Zoey Necrodopolous | Kingston Foster  | Kobela Kíra                                                 | Zombi, Zed húga.                                    |
| Anyahajó           | Jackeé Harry     | Kovács Nóra                                                 | Az idegenek UFO-jának mesterséges intelligenciája.  |

### Magyar változat
- Stáblista olvasó: Orosz Gergely
- Magyar szöveg: Bán Tibor (rövidfilmek), Gecse Attila (sorozat)
- Hangmérnök és vágó: Bogdán Gergő
- Gyártásvezető: Bogdán Anikó
- Szinkronrendező: Dobay Brigitta
- Dalszöveg és zenei rendező: Weichinger Kálmán
- Produkciós vezető: Szentes Nikolett

A szinkront az Iyuno Hungary készítette.

## Epizódok
| #   | #   | Eredeti cím                      | Magyar cím                     | Rendező                     | Író                                    | Eredeti premier    | Magyar premier     |
| --- | --- | -------------------------------- | ------------------------------ | --------------------------- | -------------------------------------- | ------------------ | ------------------ |
| 1.  | 1.  | Re-Senior Year                   | Újra-végzős év                 | Justin Lovell               | Aliki Theofilopoulos és Jack Ferraiolo | 2024. június 28.   | 2024. október 28.  |
| 1.  | 1.  | I Scream Zoda                    | Zóla-zombiság                  | Steve Rolston               | Rachel McNevin                         | 2024. június 28.   | 2024. október 28.  |
| 2.  | 2.  | Rage Against the Vending Machine | Kajaautomata kalamajka         | Justin Lovell               | Joey Manderino                         | 2024. június 28.   | 2024. október 29.  |
| 2.  | 2.  | Young, Wild, and Free Period     | Fiatal, vad és lyukasóra       | Steve Rolston               | Mike Yank                              | 2024. június 28.   | 2024. október 29.  |
| 3.  | 3.  | These Boots Were Made for Willa  | Az eltűnt csuka rejtélye       | Justin Lovell               | Joan Ford                              | 2023. július 6.    | 2024. október 30.  |
| 3.  | 3.  | Double Troubled                  | Dupla bajban                   | Steve Rolston               | Elliott Maya                           | 2023. július 6.    | 2024. október 30.  |
| 4.  | 4.  | Alien vs. Shredator              | Vérufó                         | Justin Lovell               | Mike Yank                              | 2023. július 6.    | 2024. október 31.  |
| 4.  | 4.  | A Wyatt Place                    | Alfa randi                     | Steve Rolston               | Joey Manderino                         | 2023. július 6.    | 2024. október 31.  |
| 5.  | 5.  | Invasion of the Bucky Snatchers  | A Bucky-rablók                 | Justin Lovell               | Joan Ford                              | 2023. július 13.   | 2024. november 1.  |
| 5.  | 5.  | The Dining                       | Az étterem                     | Steve Rolston               | Jack Ferraiolo és Rachel McNevin       | 2023. július 13.   | 2024. november 1.  |
| 6.  | 6.  | Training Dae                     | Dea-szenvedély                 | Justin Lovell               | Jack Ferraiolo és Rachel McNevin       | 2023. július 13.   | 2024. november 4.  |
| 6.  | 6.  | Youngins & Dragons               | Gyerkőcök és sárkányok         | Steve Rolston               | Elliott Maya                           | 2023. július 13.   | 2024. november 4.  |
| 7.  | 7.  | Foul Play                        | Bajos darab                    | Justin Lovell               | Joey Manderino                         | 2023. július 20.   | 2024. november 5.  |
| 7.  | 7.  | Catch Meat If You Can            | Kapj húst, ha tudsz!           | Steve Rolston               | Mike Yank                              | 2023. július 20.   | 2024. november 5.  |
| 8.  | 8.  | When Bucky Met Barky             | Így ismerte meg Bucky Muksit   | Justin Lovell               | Joan Ford                              | 2023. július 20.   | 2024. november 6.  |
| 8.  | 8.  | The More, The Burier             | Gondfaló sármanó               | Steve Rolston               | Elliott Maya                           | 2023. július 20.   | 2024. november 6.  |
| 9.  | 9.  | No Woman BFF'd Behind            | Egy öribarit sem hagyunk hátra | Justin Lovell               | Teresa Kale                            | 2023. július 27.   | 2024. november 7.  |
| 9.  | 9.  | Pet Peeves                       | Kedvenckáosz                   | Steve Rolston               | Joey Manderino                         | 2023. július 27.   | 2024. november 7.  |
| 10. | 10. | Something to Tok About           | Az eszed tokja!                | Justin Lovell               | Mike Yank                              | 2023. július 27.   | 2024. november 8.  |
| 10. | 10. | Last Fan Standing                | Az utolsó rajongóig            | Steve Rolston               | Joan Ford                              | 2023. július 27.   | 2024. november 8.  |
| 11. | 11. | Reality Check, Please!           | Anya-ha-jó, ha nem jó          | Justin Lovell               | Elliott Maya                           | 2024. augusztus 3. | 2025. március 3.   |
| 11. | 11. | Their Guy Sasquatch              | Nagyjáb haver                  | Steve Rolston               | Roma Murphy                            | 2024. augusztus 3. | 2025. március 3.   |
| 12. | 12. | Screambrook                      | Sikolybrook                    | Rachel McNevin és Mike Yank | Jon Affolter és Jeremy Bondy           | 2024. október 5.   | 2025. március 4.   |
| 13. | 13. | The Return of the Living Zed     | Az élő Zed visszatér           | Joey Manderino              | Yoshiko Aurelie Agresta                | 2024. október 12.  | 2025. március 5.   |
| 13. | 13. | Paint It Blech                   | Rajzrosta                      | Joan Ford                   | Christos Rousakos                      | 2024. október 12.  | 2025. március 5.   |
| 14. | 14. | The Dark Side of the Moonies     | A holdi sötét oldala           | Teresa Kale                 | Brian-Rey Ejar                         | 2024. október 19.  | 2025. március 6.   |
| 14. | 14. | AWOOtiful Mind                   | Egy csodálatos farkaselme      | Mike Yank                   | Rachel Colucci                         | 2024. október 19.  | 2025. március 6.   |
| 15. | 15. | Teeny Witch                      | Tini boszi                     | Joey Manderino              | Oliver Hine                            | 2024. október 26.  | 2025. március 7.   |
| 15. | 15. | The Hunter Games                 | A vadászok viadala             | Mike Yank                   | Christopher Johnson                    | 2024. október 26.  | 2025. március 7.   |
| 16. | 16. | A Fridge Too Far                 | Barátság a hűtővel             | Steve Rolston               | Elliott Maya                           | 2024. november 2.  | 2025. március 10.  |
| 16. | 16. | The Ter-meh-nator                | Ter-meh-nátor                  | Justin Lovell               | Roma Murphy és Rachel McNevin          | 2024. november 2.  | 2025. március 10.  |
| 17. | 17. | Waved and Confused               | Összezavarodva                 | Justin Lovell               | Rachel McNevin                         | 2024. november 9.  | 2025. március 11.  |
| 17. | 17. | Abandon Zip                      | A drótkötélpálya               | Steve Rolston               | Joey Manderino                         | 2024. november 9.  | 2025. március 11.  |
| 18. | 18. | Crazy, Stupid, Crush             | Őrült, hülye, szerelem         |                             |                                        | 2024. november 16. | 2025. március 12.  |
| 18. | 18. | Ready Player                     | Ready Player Winter            |                             |                                        | 2024. november 16. | 2025. március 12.  |
| 19. | 19. | I Wanna Dance with SomeZombie    | Táncra fel, zombik             |                             |                                        | 2024. november 23. | 2025. március 13.  |
| 20. | 20. | Santler Claws is Comin' to Town  | Frászapó itt van               |                             |                                        | 2024. december 7.  | 2024. december 24. |

### Rövidfilmek
| #   | #   | Eredeti cím                  | Magyar cím               | Eredeti premier      | Magyar premier    |
| --- | --- | ---------------------------- | ------------------------ | -------------------- | ----------------- |
| 1.  | 1.  | Endless Summer               |                          | 2023. július 21.     | 2023. október 28. |
| 2.  | 2.  | Solstice Slasher             | A napforduló-felforgató  | 2023. július 28.     | 2023. október 28. |
| 3.  | 3.  | Grill or Be Grilled          | Grill vagy nem grill     | 2023. augusztus 4.   | 2023. október 29. |
| 4.  | 4.  | Cabin in the House           | A kempingezés            | 2023. augusztus 11.  | 2023. október 29. |
| 5.  | 5.  | ZOMBIES Summer Mini Bites    |                          | 2023. augusztus 28.  |                   |
| 6.  | 6.  | Suddenly Seabrook            | A falánk növény          | 2023. szeptember 2.  | 2023. október 30. |
| 7.  | 7.  | I Think We're a Clone Now    | Klón volt, klón nem volt | 2023. szeptember 9.  | 2023. október 30. |
| 8.  | 8.  | Coach's Cat                  | A mester kis kedvence    | 2023. szeptember 16. | 2023. október 30. |
| 9.  | 9.  | Robot Space Bear             | A robot-űr-medve         | 2023. szeptember 23. | 2023. október 30. |
| 10. | 10. | Wynter Transport             | A találmány              | 2023. szeptember 30. | 2023. október 30. |
| 11. | 11. | ZOMBIES Halloween Mini Bites |                          | 2023. október 28.    |                   |

## A sorozat készítése
2022-ben az Utódok: Komisz világ alkotóját, Aliki Theofilopoulost és a Békaland történetszerkesztőjét, Jack Ferraiolo-t megkeresték a Disney vezetői, hogy fejlesszenek ki egy animációs sorozatot a Disney Channel Zombik franchise alapján.
2022. június 15-én, az Annecy Filmfesztiválon a Disney Television Animation bejelentette, hogy a Zombik franchise alapján animációs sorozatot fejlesztenek A zombik visszatérnek címmel.